# Schleuse Templin
Die Schleuse Templin, auch Stadtschleuse Templin genannt, befindet sich bei Kilometer 13,32 der Templiner Gewässer im äußersten Südwesten des Landkreises Uckermark in der Stadt Templin im Norden Brandenburgs. Sie wurde 1894/95 errichtet und 2004/2005 modernisiert. Zuständig ist das Wasserstraßen- und Schifffahrtsamt Oder-Havel.

## Geschichte
Eine erste umfassende wirtschaftliche Erschließung der Templiner Gewässer erfolgte ab dem Jahr 1745. Die Templiner Gewässer bestehen aus dem Templiner Kanal, auch regional Templiner Wasser genannt, sowie mehreren Seen. Erreichbar ist die Wasserstraße über die Oberen Havel-Wasserstraße.

## Bauwerk
Errichtet wurde die Schleuse 1894/95 im Zusammenhang mit dem Ausbau des Templiner Kanals für den Schiffstyp Finowmaßkahn. Die Schleusenkammer wird nahezu mittig von einer Brücke überspannt. Über die Brücke führt die Landesstraße 23. Die Lychener Straße von Norden und die Mühlenstraße von Süden treffen sich auf der Brücke. Seit dem Neubau der Brücke 1959 wurden Schäden an der Schleuse festgestellt, der Zustand der Anlage verschlechterte sich kontinuierlich. Aufgrund des schlechten Zustandes der Schleuse Templin wurde sie 1974 auf eine nutzbare Länge von 25 Meter verkürzt und war danach für die Frachtschifffahrt nicht mehr nutzbar. Der baufällige Zustand führte schließlich dazu, dass die Schleuse am 31. Mai 1988 für den gesamten Schiffsverkehr gesperrt wurde. Nach der Wende kam es zu Forderungen nach einer Wiederherstellung der Schleuse, da sie als Bindeglied zu den wassersportlich und touristisch interessanten Gewässern in der Gegend fehlte. Nach umfangreichen Untersuchungen wurde festgelegt, den Ersatzneubau am Standort der alten, noch vorhandenen Schleuse durchzuführen. Die Bauarbeiten für den Ersatzneubau begannen am 23. Februar 2004. Die neue Stadtschleuse wurde am 8. September 2005 dem Verkehr übergeben.
Die Schleuse Templin hat eine nutzbare Kammerlänge von 28,50 Meter und eine Kammerbreite von 4,93 Meter. Die Fallhöhe beträgt bei Mittelwasser 4,20 Meter. Sie arbeitet nach einer Modernisierung im Automatikbetrieb beziehungsweise muss selbst bedient werden.
Mit dem Ersatzneubau der Schleuse Templin im Jahr 2005 haben sich die Templiner Gewässer zu einem attraktiven Ziel für die Freizeitschifffahrt entwickelt.

## Karten
- Folke Stender: Redaktion Sportschifffahrtskarten Binnen 2. Nautische Veröffentlichung Verlagsgesellschaft, ISBN 3-926376-10-4.
- W. Ciesla, H. Czesienski, W. Schlomm, K. Senzel, D. Weidner: Schiffahrtskarten der Binnenwasserstraßen der Deutschen Demokratischen Republik 1:10.000. Band 4. Herausgeber: Wasserstraßenaufsichtsamt der DDR, Berlin 1988, OCLC 830889996.